# Neocoptotettix
Neocoptotettix is een geslacht van rechtvleugeligen uit de familie doornsprinkhanen (Tetrigidae). De wetenschappelijke naam van dit geslacht is voor het eerst geldig gepubliceerd in 1984 door Shishodia.

## Soorten
Het geslacht Neocoptotettix  is monotypisch en omvat slechts de volgende soort:
- Neocoptotettix pusillus (Hebard, 1930)